# 板室温泉大黒屋
板室温泉大黒屋(いたむろおんせんだいこくや)は、栃木県那須塩原市板室温泉にある旅館。1551年創業。1980年代より現代アートを経営に取り入れた「アートスタイル経営」により現代アートを中核とする旅館経営を行う。旅館業に連結して美術館を併設、現代美術公募展を主催するなどメセナ企業としても知られる。

## 沿革
- 1551年 - 創業
- 1966年 - 株式会社板室観光ホテル大黒屋に組織変更
- 1991年 - 菅木志雄によるパーマネント作品「天の点景」制作される
- 2005年 - 社団法人企業メセナ協議会　メセナアワード2005にて「アートスタイル経営賞」受賞
- 2006年 - 大黒屋現代アート公募展開始。審査員は菅木志雄（美術家）、小山登美夫（ギャラリスト）ほか
- 2008年 - 菅木志雄 倉庫美術館オープン
- 2010年 - サービス産業生産性協議会　ハイ・サービス日本300選

## 施設概要
- 本館 − 梅の館、松の館、竹の館、全客室数31部屋
- 黄土の部屋「アタラクシア」、喫茶、売店
- 別館「保養の館」−リゾートマンションタイプ４棟（東の館、西の館、北の館、南の館）
- 菅木志雄 倉庫美術館

## 主な展示作家
- 菅木志雄
- 村井正誠
- 渡辺豊重
- 勝城蒼鳳
- 丑久保健一
- 杉浦康益
- 山本雄基 − 第5回大黒屋現代アート公募展大賞受賞者
- 矢部裕輔 − 第1回大黒屋現代アート公募展大賞受賞者
- 鈴木孝幸 − 第4回大黒屋現代アート公募展大賞受賞者

## 関連図書
- 『奇跡の温泉宿本物のサービス経営』（鷲田小弥太：著　室井俊二：著　すばる舎　2004年2月）
- 『客はアートでやって来る』（山下柚実：著　東洋経済新報社　2008年2月）
- 『世界に大自慢したい日本の会社 1』（坂本光司：原作　こせきこうじ：漫画　集英社　2012年2月）
- 『感性論哲学からのアプローチ　進化するアートスタイル経営』（山本英夫：編著　静岡学術出版　教養ブックス　2010年12月）